# Iwao Takamoto
 (avril 2019).
Si vous disposez d'ouvrages ou d'articles de référence ou si vous connaissez des sites web de qualité traitant du thème abordé ici, merci de compléter l'article en donnant les références utiles à sa vérifiabilité et en les liant à la section « Notes et références ».
Pour les articles homonymes, voir Iwao.
Iwao Takamoto (né le 19 avril 1925 et mort le 8 janvier 2007 à Los Angeles aux États-Unis) est un réalisateur américain d'origine japonaise de film d'animation. Il est célèbre pour avoir conçu les décors pour Hanna-Barbera Productions durant les années 1960.

## Biographie
En 1947, il entre aux Studios Disney et devient l'assistant de Milt Kahl. Il travaille ensuite comme animateur sur les films Cendrillon (1950), La Belle et le Clochard (1955), La Belle au bois dormant (1959) et Les 101 Dalmatiens (1961). Après ce dernier film, il quitte les studios Disney pour rejoindre les Hanna-Barbera Productions. Dans ce nouveau studio, il a notamment aidé à créer le chien Scooby-Doo.